# Великое княжество Финляндское
Вели́кое кня́жество Финля́ндское (фин. Suomen suuriruhtinaskunta, швед. Storfurstendömet Finland) — автономное административно-территориальное образование в составе Российской империи (1809—1917) и Российской республики (1917). Занимало территорию современной Финляндии и части Карельского перешейка и Северного Приладожья (теперь Ленинградская область и Республика Карелия).
Великое княжество Финляндское обладало широкой внутренней и внешней автономией, граничащей с не закреплённой юридически династической унией (см. Дискуссия о правовом положении Великого княжества Финляндского).
В 1809—1812 годах столица княжества — город Або (швед. Åbo). 12 апреля 1812 года император Александр I объявил столицей княжества провинциальный Гельсингфорс. В составе Российской империи оба города оставались преимущественно шведоязычными. В княжестве применялся григорианский календарь, поэтому в российских официальных документах того времени, касающихся княжества, использовались две даты (по григорианскому и юлианскому календарям).

## История

### Присоединение к Российской Империи (1808—1809)

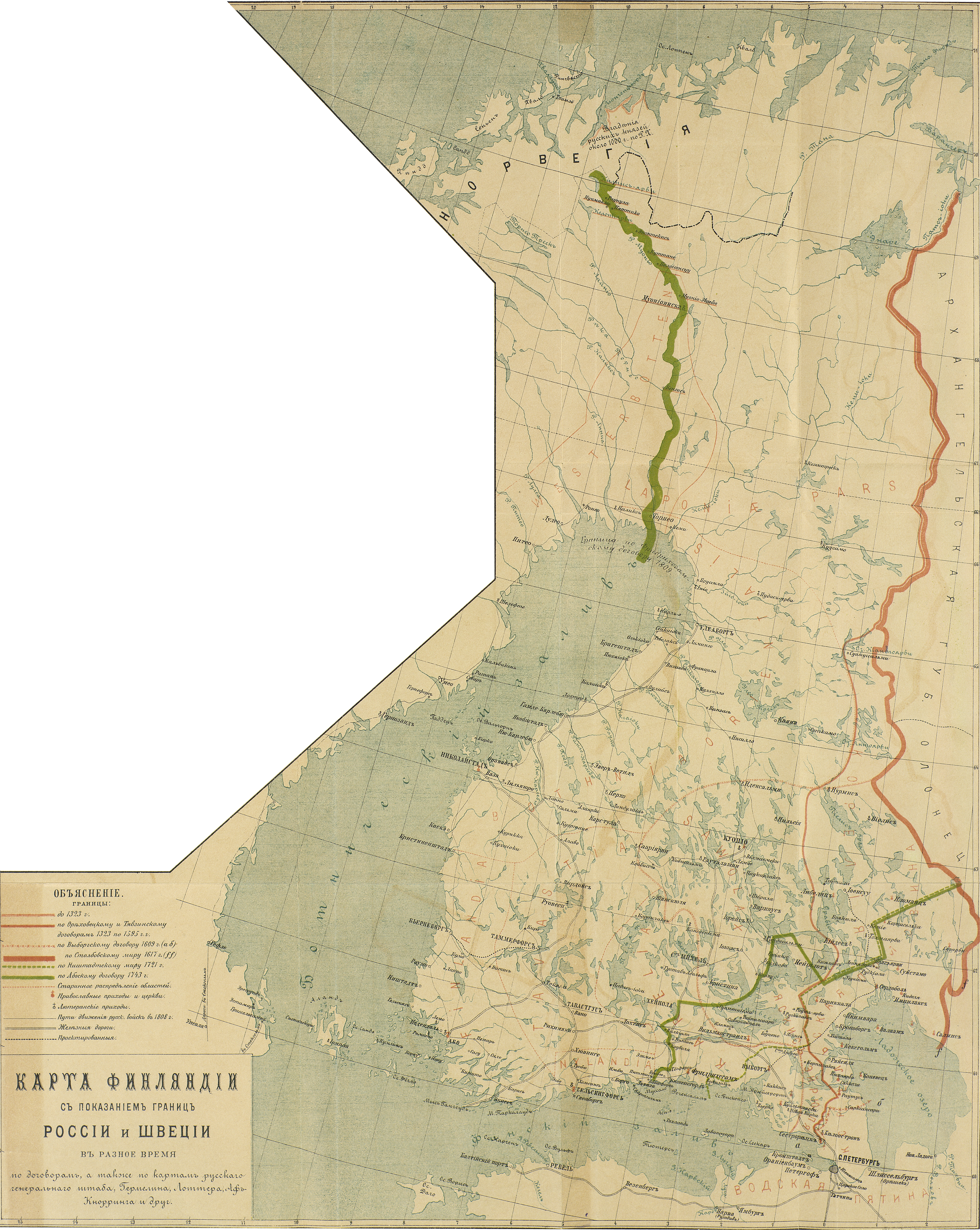
Карта Финляндии с указанием границ России и Швеции в разное время по договорам, а также по картам генерального штаба, Гермелина, Лоттера, Аф-Кнорринга и других. Ордин, Кесарь Филиппович «Покорение Финляндии. Опыт описания по неизданным источникам». Том I. — СПб: Тип. И. Н. Скороходова, 1889

В феврале 1808 года части русской императорской армии под командованием генерала Фёдора Буксгевдена перешли русско-шведскую границу и начали наступление на столицу княжества город Або. Лишь в марте официально была объявлена война. При этом населению раздавались прокламации, в которых содержались обещания гарантировать сохранение прежних религии, законов и привилегий. Это была известная практика, применявшаяся при присоединении новых земель. Её целью было заключить своего рода соглашение с населением присоединяемой территории, по которому завоеватель получал верность населения, взамен подтверждая сохранение устоев.
10 (22) марта без боя взят главный финский город Або. Через неделю, 16 (28) марта, была опубликована декларация Александра I: «Его Императорское Величество возвещает всем державам европейским, что отныне часть Финляндии, которая доселе именовалась шведскою, и которую войска российские не иначе могли занять, как выдержав разные сражения, признаётся областью, российским оружием покорённою, и присоединяется навсегда к Российской Империи».
А 20 марта (1 апреля) последовал манифест императора «О покорении шведской Финляндии и о присоединении оной навсегда к России», обращённый к населению России. В нём значилось: «Страну сию, оружием Нашим покорённую, Мы присоединяем отныне навсегда к Российской Империи, и вследствие того повелели Мы принять от обывателей её присягу на верное Престолу Нашему подданство». Манифестом было объявлено о присоединении Финляндии к России в качестве Великого княжества. Русское правительство обязывалось сохранять её прежние законы и сейм.
5 (17) июня 1808 года Александр I издал манифест «О присоединении Финляндии». Боевые действия продолжались до середины сентября, когда было заключено перемирие.
Ещё в ходе войны в конце 1808 года генерал-губернатором Финляндии был назначен Г. М. Спренгтпортен. 1 декабря был принят план учреждения в Тавастехусе, взятом в марте 1808 года, особого Комитета Главного Управления.

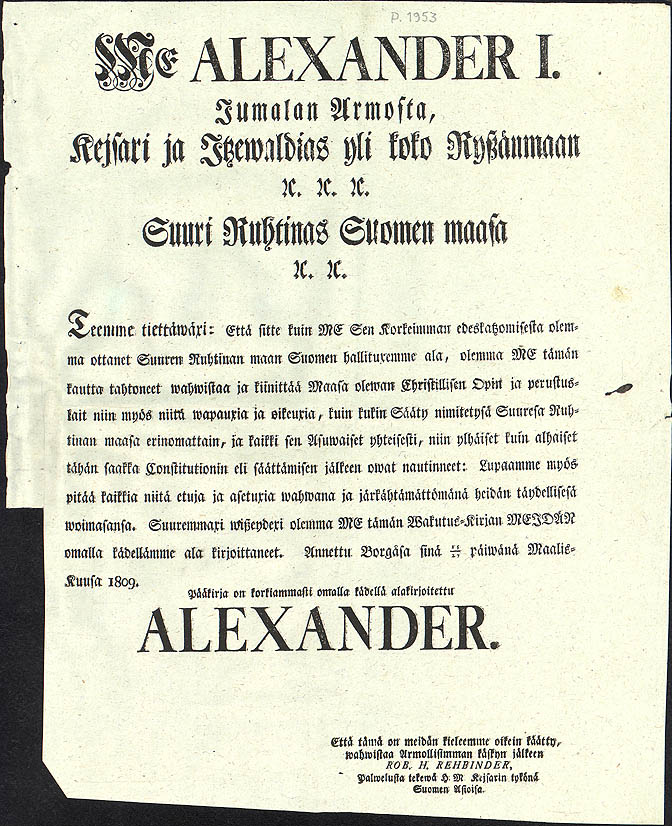
Декларация Александра I. Март 1808 года

В феврале 1809 года последовало распоряжение российского императора о созыве сейма в городе Борго — сословного собрания представителей народов Финляндии. 16 марта Александр I лично открыл его, подписав накануне манифест о государственном устройстве Финляндии. При открытии сейма Александр I, сидя на специальном троне, произнёс на французском языке речь, в которой, между прочим, сказал: «Я обещал сохранить вашу конституцию (фр. votre constitution), ваши коренные законы; ваше собрание здесь удостоверяет исполнение моих обещаний». На другой день члены сейма принесли присягу в том, что «признают своим государем Александра I Императора и Самодержца Всероссийского, Великого Князя Финляндского, и будут сохранять коренные законы и конституции (фр. lois fondementales et constitutions) края в том виде, как они в настоящее время существуют». Сейму предложили четыре вопроса — о войске, налогах, монете и об учреждении правительствующего совета; по обсуждении их депутаты были распущены. Заключения сейма легли в основание организации управления краем, хотя и не все ходатайства земских чинов были удовлетворены. Относительно войска было постановлено сохранить поселённую систему. Относительно налоговой и финансовой системы великого княжества вообще император объявил, что они будут использоваться только на нужды самой страны. Денежной единицей принят русский рубль.
В то же время в начале марта 1809 года российские войска овладели Аландскими островами и планировали перенести боевые действия на шведский берег. 13 марта в Швеции произошёл государственный переворот, шведские войска капитулировали. Между шведским и русским главнокомандующими было заключено новое, так называемое Аландское перемирие. Однако Александр I его не утвердил, и война продолжалась до сентября 1809 года, закончившись Фридрихсгамским договором.
Согласно фактическим итогам продвижения российской армии, Шведское королевство уступило России шесть ленов (губерний) в Финляндии и восточную часть Вестерботнии (от Улеаборгского лена до рек Торнио и Муонио), а также Аландские острова, в «вечное» владение Российской империи. Вновь завоёванная область перешла по Фридрихсгамскому мирному договору «в собственность и державное обладание империи Российской». Ещё до заключения мира, в июне 1808 года, последовало распоряжение о вызове депутатов от дворянства, духовенства, горожан и крестьян для подачи мнений о нуждах страны. Прибыв в Петербург, депутаты подали государю мемориал, в котором изложили несколько пожеланий экономического характера, указав предварительно на то, что, не будучи представителями всего народа, они не могут войти в суждения, принадлежащие земским чинам, созванным в обыкновенном и законном порядке.

### Великое княжество Финляндское при Александре I (1810—1825)

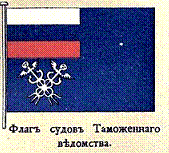
Флаг таможенного ведомства Великого княжества Финляндского, утверждённый в 1827 году. С 1871 года стал флагом таможенных судов всей Российской империи

В 1811 году к Великому княжеству Финляндскому была присоединена Выборгская губерния. В 1811 году учреждён финляндский банк; современное устройство, основанное на контроле и гарантии земских чинов, о чём ходатайствовал боргоский сейм, он получил лишь в 1867 году. Во главе местных административных учреждений был поставлен правительствующий совет, в 1816 году преобразованный в Императорский финляндский сенат. Общая перемена в политике Александра I отразилась на финляндских делах тем, что сеймы больше не созывались. На момент Отечественной войны 1812 года контингент русской армии в Финляндии (Финляндский корпус) насчитывал 30 тыс. человек (3 дивизии) и возглавлялся генералом Штейнгелем. После вторжения Наполеона части Финляндского корпуса были переправлены в Лифляндию под начало генерала Витгеншейна для прикрытия Петербурга и участвовали в Полоцком сражении. После разгрома Наполеона части Финляндского корпуса в 1815 году возвратились в Гельсингфорс.

### Царствование Николая I
В царствование Николая I Финляндия управлялась местными властями на основании местных законов, но сейм не созывался ни разу. Это не составляло нарушения финляндских законов, так как периодичность сейма была установлена только сеймовым уставом 1869 года. Избегая крупных реформ, правительство могло управлять без сейма, пользуясь предоставленными короне весьма широкими правами в области так называемого экономического законодательства. В некоторых неотложных случаях обходились без сейма даже тогда, когда участие последнего было необходимо. Так, в 1827 году разрешили принимать на государственную службу лиц православного вероисповедания, приобретших права финляндского гражданства. В высочайшем постановлении об этом имеется, однако, оговорка о том, что мера эта проводится административным путём ввиду её неотложности и невозможности «ныне» созвать земские чины.
В марте 1831 года император Николай I повелел разделить Великое княжество Финляндское на восемь губерний. При этом четыре губернии остались в прежних границах: Абоско-Бьёрнеборгская (Або), Выборгская (Выборг), Вазаская (Ваза) и Улеоборгско-Каянская (Улеаборг), а ещё четыре были образованы: Нюландская (Гельсингфорс), Тавастгуская (Тавастгус), Санкт-Михельская (Санкт-Михель) и Куопиоская (Куопио).
В декабре 1831 года на должность финляндского генерал-губернатора Николай I назначил начальника Главного морского штаба светлейшего князя А. С. Меншикова. В 1833 году император предоставил Меншикову и всем его потомкам финляндское гражданство.
Во время Крымской войны союзный англо-французский флот бомбардировал Свеаборг, взял крепость Бомарзунд на Аландских островах и опустошил берега Эстерботнии.
В две летние поры 1854 и 1855 годов английские и французские суда время от времени нападали на каждый более или менее крупный финляндский портовый населённый пункт на морском побережье. В частности, в 1855 году сожжены два города со значительной долей русского (бывшего гарнизонного и купеческого) населения — Ловиза и Кюмень-город.

### Национальная и языковая политика
Бедное реформами время царствования Николая I было богато явлениями умственной жизни. В финском образованном обществе проснулось национальное самосознание. Кое-какие признаки такого пробуждения обнаружились ещё в конце XVIII века (историк Портан); но только после того, как Финляндия была отделена от Швеции и заняла, по выражению Александра I, «место среди наций», в ней могло начаться национальное движение. Оно получило название фенномании. По условиям времени фенноманство приняло литературно-научное направление. Во главе движения стояли профессор Снелльман, поэт Рунеберг, собиратель «Калевалы» Лённрот и другие. Позднее противниками фенноманов на политической арене сделались свекоманы, отстаивавшие права шведского языка как орудия шведского культурного влияния.
После 1848 года финское национальное движение было заподозрено, без основания, в демагогических тенденциях и подверглось преследованиям. Запрещено было печатать книги на финском языке; исключение было сделано только для книг религиозного и сельскохозяйственного содержания (1850); вскоре, однако, это распоряжение было отменено.
В целом, несмотря на привилегии, сохранённые за шведской элитой по условиям мирного договора 1809 года, российское правительство опасалось реваншистких тенденций в Швеции. В 1809—1812 годах столицей княжества был преимущественно шведоязычный город Турку на юго-западе страны. С целью ослабить влияние Швеции российский император решил перенести столицу в город Хельсинки на южном побережье страны. Новая столица расположилась в 300 км от Санкт-Петербурга (по прямой), в то время как до Турку расстояние по прямой составляло около 450 км.

### Реформы Александра II и Александра III

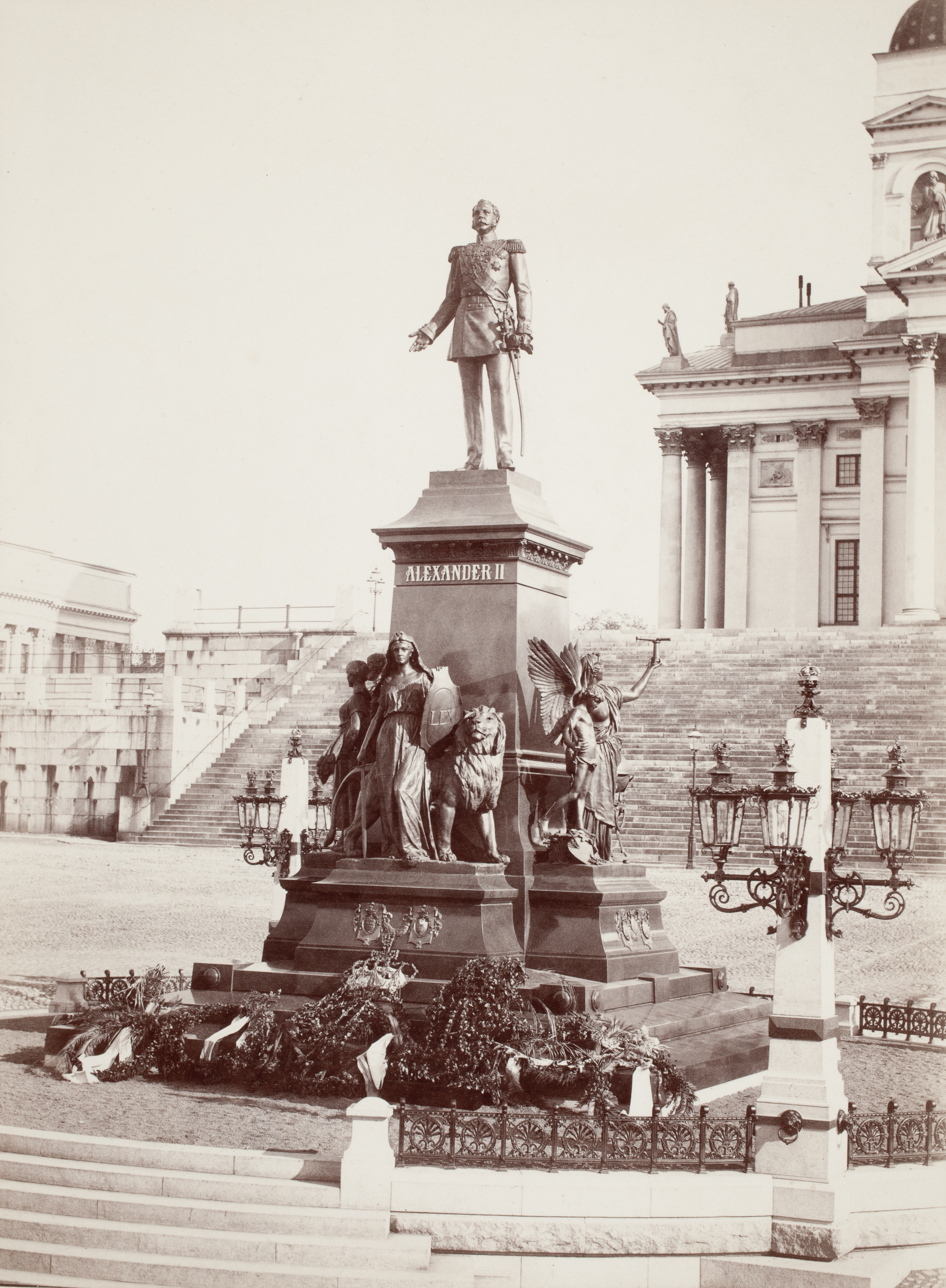
Памятник Александру II в Гельсингфорсе. Фото 1894 года

В 1856 году император Александр II лично председательствовал на одном из заседаний финляндского сената и наметил ряд реформ. Проведение большинства последних требовало участия земских чинов. Об этом заговорили в обществе и печати, а затем и сенат по одному частному случаю высказался за созвание сейма. Сначала решено было созвать вместо сейма комиссию из 12 представителей от каждого сословия. Однако это распоряжение произвело в крае очень неблагоприятное впечатление. Общественное возбуждение улеглось после официального разъяснения о том, что компетенция комиссии ограничивается подготовлением правительственных предложений будущему сейму.
Комиссия собралась в 1862 году, она известна под названием «январской комиссии».
В сентябре 1863 года император лично открыл сейм речью на французском языке, в которой сказал: «Вам, представители великого княжества, достоинством, спокойствием и умеренностью ваших прений предстоит доказать, что в руках народа мудрого… либеральные учреждения, далеко не быв опасными, делаются гарантией порядка и безопасности».
В дальнейшем были проведены многие важные реформы. В 1863 году последовало распоряжение по инициативе Снельмана о введении финского языка в официальное делопроизводство, для чего установлен 20-летний срок. В 1865 году финская марка отвязана от российского рубля; финляндский банк преобразован и поставлен под контроль и гарантии земских чинов. В 1866 году состоялось преобразование народных школ, главным деятелем которого был Уно Сигнеус. В 1869 году издан Сеймовый устав (фактически конституция).
В 1877 году сейм принял устав о воинской повинности для Финляндии. Сеймы созывались каждые пять лет. Реформационная эпоха ознаменовалась чрезвычайным оживлением политической и общественной жизни, а также быстрым подъёмом общего благосостояния и культуры.
В начале царствования императора Александра III проведены были некоторые мероприятия, решённые в принципе или задуманные ещё в предыдущее царствование: сформированы финские части войск, сейм получил право возбуждения законодательных вопросов (1886). Земские чины созывались каждые три года.
13 июня 1884 года для всех епархий Империи, кроме Рижской, а также Великого княжества Финляндского, были утверждены «Правила о церковно-приходских школах».

### Русификация Финляндии
В конце 1880-х годов политика правительства по отношению к Финляндии изменилась. В 1890 году финляндское почтово-телеграфное ведомство было подчинено министерству внутренних дел. В конце того же года последовала приостановка уголовного уложения, принятого сеймом и утверждённого императором. В 1897 году Центральным статистическим комитетом была проведена первая всеобщая перепись населения на всей территории Российской империи, за исключением княжества Финляндского.
В 1898 году генерал-губернатором Финляндии был назначен генерал-адъютант Н. И. Бобриков. В его лице объединительная политика нашла энергичного исполнителя на месте. Манифестом 20 июня 1900 года был введён русский язык в делопроизводство сената и местных главных управлений. Временные правила 2 июля 1900 года поставили общественные собрания под непосредственный контроль генерал-губернатора.

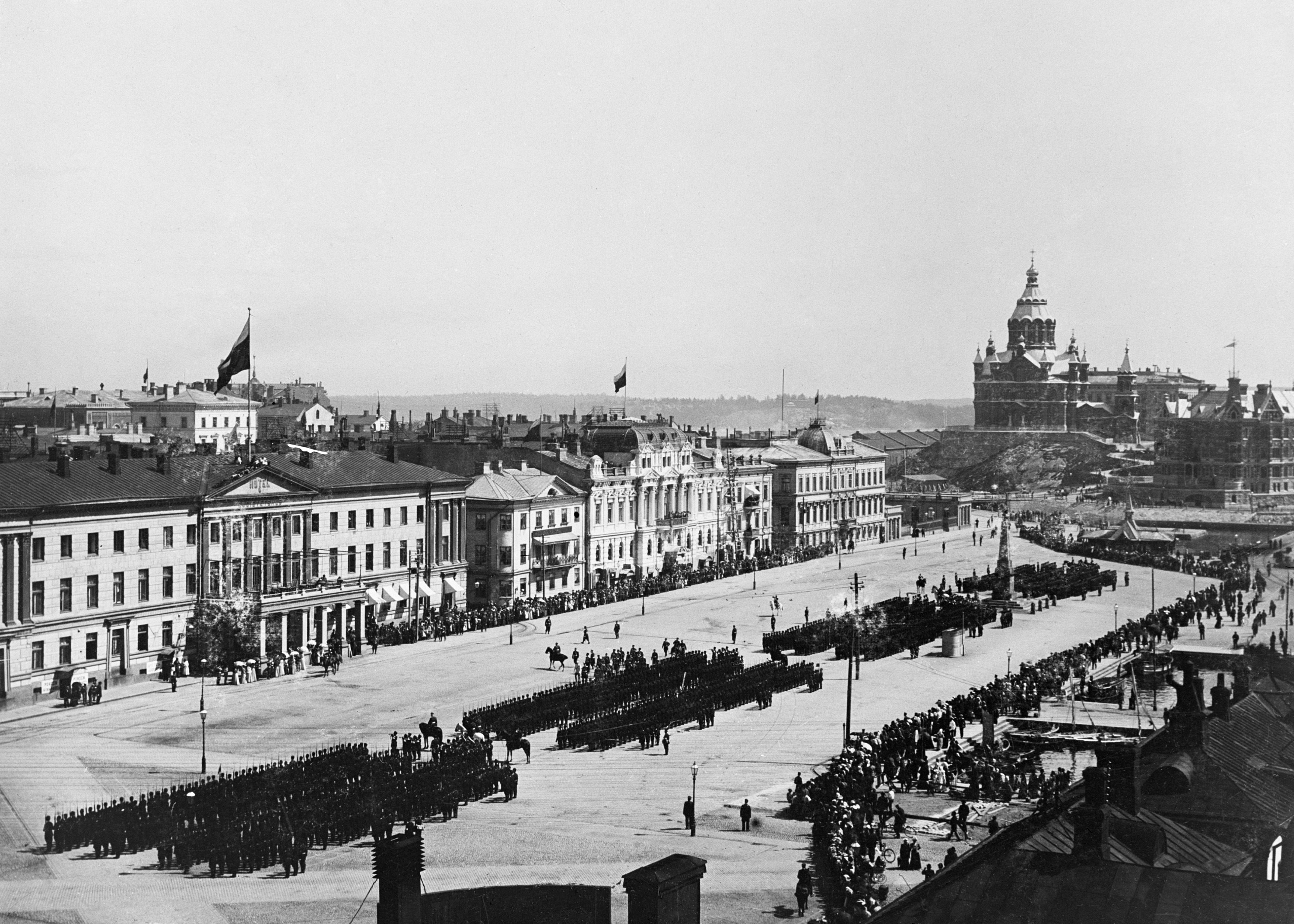
Военный парад на Рыночной площади Гельсингфорса. На заднем плане Успенский собор

Во время правления Николая II была принята политика, направленная на русификацию Финляндии. Сначала была сделана попытка заставить финнов проходить воинскую службу в российской армии. В 1899 году был принят Устав о военной службе финнов, вступавший в силу с 1901 года. Предполагалось в Финляндии после изменения устава набрать 6 120 чел., из которых около 4,5 тыс. направлялись бы в финские национальные части, а остальные — в обычные. Сейм, который раньше шёл на уступки, отклонил это требование, в Финляндии начались массовые демонстрации протеста, пасторы отказывались оглашать Устав о воинской повинности, выборы членов в воинские присутствия бойкотировались. В 1902 году на первый призыв по новым правилам не явилось около 60 % финских призывников, в 1903 г. — 32 %. Но и из явившихся 7 тыс. новобранцев присягу приняли только 190 чел. В 1904 году число уклонившихся от призыва снизилось, но все равно достигало 22 %. К 1905 году все финские национальные части были упразднены, в том же году Финляндский военный округ был включён в состав Петербургского военного округа.
Период правления генерал-губернатора Бобрикова, известный под эмоциональным названием «годы угнетения», закончился его убийством летом 1904 года, а своё политическое завершение он нашёл в проведённой осенью 1905 года всеобщей забастовке.

### Революционный подъём 1905—1907 гг.

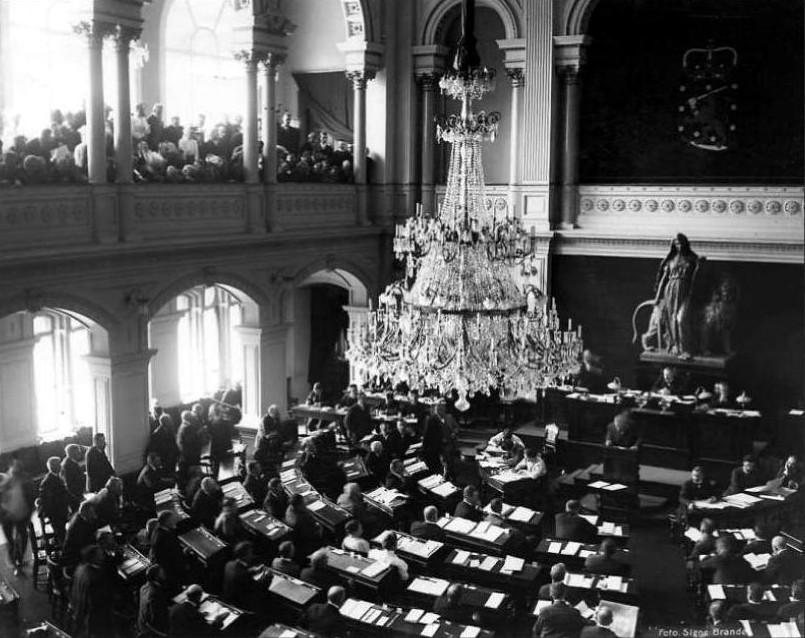
Первое заседание нового парламента (1907)

Русская революция 1905 года совпала с подъёмом национально-освободительного движения финнов, и вся Финляндия присоединилась к Всероссийской забастовке. Политические партии, особенно социал-демократы, приняли участие в этом движении и выдвинули свою программу реформ. Николай II был вынужден отменить указы, ограничивающие финляндскую автономию. В марте 1905 года применение Устава о военной службе финнов 1901 года было приостановлено, а 22 октября 1905 года воинская повинность для финнов была полностью отменена.
В 1906 году был принят новый демократичный выборный закон, который давал право голоса женщинам. Финляндия стала первой страной в Европе (и второй в мире, после Новой Зеландии), где женщины получили право голоса. При установлении всеобщего избирательного права количество избирателей в стране выросло в 10 раз, старый четырёхсословный сейм был заменён однопалатным парламентом. После подавления революции в 1907 году император ещё раз попытался закрепить прежнюю политику путём введения военного правления, и оно просуществовало до 1917 года.

### Революция 1917 года
После Февральской революции в России в марте 1917 года были возобновлены привилегии Финляндии, утраченные после революции 1905 года. Был назначен новый генерал-губернатор и созван сейм. Однако закон о восстановлении автономных прав Финляндии, одобренный сеймом 18 июля 1917 года, был отклонён Временным правительством, сейм распущен, а его здание заняли российские войска.
1 (14) сентября 1917 года Временное правительство России приняло постановление, в соответствии с которым на территории Российской империи была провозглашена Российская республика и был окончательно ликвидирован монархический способ правления в России (до созыва Учредительного собрания). Основным законом Финляндии, определяющим верховную власть, оставался закон от 1772 года, наоборот, утверждавший абсолютизм. Этот же закон в 38§ предусматривал избрание новой высшей власти («новой династии») палатой представителей в случае отсутствия претендента, что впоследствии было использовано.
Однако, несмотря на это, Временное правительство продолжало рассматривать Финляндию как часть России и 4 (17) сентября 1917 года им был назначен новый генерал-губернатор Финляндии, Николай Виссарионович Некрасов, а 8 сентября был сформирован последний финский сенат, имевший над собой русский контроль — Сенат Сетяля.

## Государственный строй

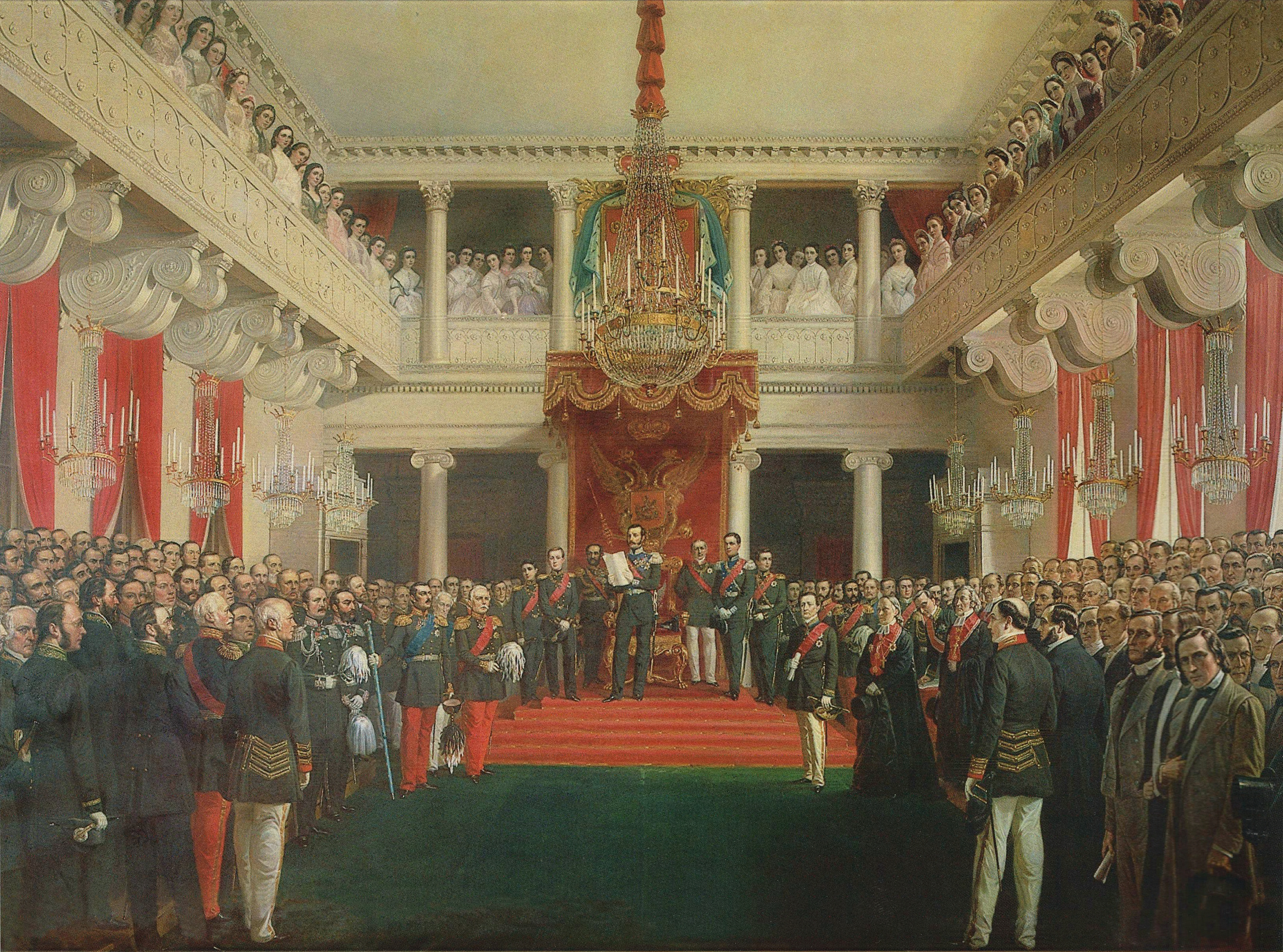
Александр II открывает Финляндский сейм в 1863 году

Великое княжество Финляндское до 1906 года являлось дуалистической сословной монархией, с 1906 года дуалистической монархией с демократическим парламентом. Функции конституции выполнял «Высочайший Его Императорского Величества Сеймовый Устав для Великого княжества Финляндского» (Keisarillisen Majesteetin Armollinen Valtiopäiväjärjestys Suomen Suuriruhtinanmaalle, Hans kejserliga majestäts nåd.landtdagsordning för storfurstendömet Finland). Главой Великого княжества Финляндского являлся русский император, одним из титулов которого был «Великий князь Финляндский» (Suomen suuriruhtinas, Storfurste av Finland), генерал-губернатор (Suomen kenraalikuvernööri, Generalguvernör över Finland) — председатель местного правительства, а с 1816 года — Императорского финляндского сената, выполнял функции наместника. В Петербурге финскими делами до 1891 года занимался Комитет (в 1809—1811 гг. — Комиссия) по делам Финляндии. Исполнительный орган — Сенат (Keisarillinen Suomen senaatti, Kejserliga senaten för Finland), назначался Императором Всероссийским и нёс перед ним ответственность.
Представительным органом являлся Финляндский сейм (Suomen maapäivät, Finlands lantdagar). В его компетенцию входило только законодательство в области внутренних дел. Без согласия Сейма император не мог вводить или отменять законы и налоги. До 1863 года, поскольку финляндский Сейм фактически не собирался, Сенат принимал активное участие в законодательной жизни края, хотя формально был наделён лишь правом законодательной инициативы. Законопроект, исходящий от Сената, по одобрении его императором, должен был передаваться в виде высочайшего предложения на обсуждение Сейма, а так как Сеймы не созывались, то на деле сразу же после одобрения законопроект становился законом.
Финляндский сейм из представителей четырёх земских чинов (valtiosääty, rikets ständer). Финляндское дворянство было представлено в сейме всеми главами дворянских родов, духовенство — всеми епископами и сеймовыми депутатами духовного сословия (lantdagsman i Presteständet) избираемого пресвитерами и дьяконами ЕЛЦФ (от 5 до 10 на епархию), города — сеймовыми депутатами избиравшимися жителями городов старше 24 лет (по одному на 1500 жителей) и платившие налоги каждого из городов (права голоса не имели только женщины, лица, принадлежащие к дворянству или духовенству, к экипажу купеческих судов, нижние воинские чины, прислуга, подёнщики, лица, занимающихся каким-либо промыслом лишь для собственного пропитания, и лица, состоящих в недоимке более чем за год), крестьянство — представителей избиравшимися выборщиками (elektor) (по одному на герад), а выборщики в свою очередь общинными собраниями (до создания общин — приходскими собраниями) в которых имели право участвовать арендаторы фрельзовой земель, владельцы скаттовой земли, арендаторы казённых гейматов, коронных бостелей, кунгсгордов или кунгладугордов. Заседания каждого сословия вёл отдельный тальман (тальман дворянского сословия (Prästeståndets talman), тальман городского сословия (Borgarståndets talman), тальман крестьянского сословия (Bondeståndets talman)), назначавшийся императором, а в случае его отсутствия вице-тальман, заседание дворянского сословия — ландмаршал (maamarsalkka, lantmarskalk), назначавшийся императором, а в случае его отсутствия вице-ландмаршалом (vara-maamarsalkki), для ведения протокола каждое из сословий избирало секретаря, кроме дворянского сословия секретарём которого был секретарь рыцарского дома (Riddarhussekreterare, Ritarihuoneensihteeri), и секретаря крестьянского сословия (Sekreteraren i Bondeständet), которого назначал император. Для принятия решения было необходимо согласие как минимум трёх сословий из четырёх, кроме введения чрезвычайных налогов и изменения основных законов для чего требовалось согласие всех четырёх сословий.
С 1906 года Финляндский Сейм состоял из 200 сеймовых депутатов (lantdagsman) образовывавших одну палату. Избирался финляндскими обывателями (keisarin suomalainen alamainen), состоящими в мантальных списках (mantalsskrivning, henkikirja), старше 24 года без различия пола, религии и национальности на основе всеобщего, равного и прямого избирательного права при тайном голосовании сроком на 3 года. Избирательная система — пропорциональная (по партийным спискам) по многомандатным избирательным округам (16 многомандатных избирательных округов) с допущением избирательных блоков с открытыми списками по методу д’Ондта, без порога явки и заградительного барьера. Кандидатские списки выдвигались в избирательных округах группами не менее 50 избирателей. Заседания финляндского сейма вёл им избираемый Тальман Финляндского Сейма (puhemies, Talmän i Finlands lantdag), а при его отсутствии один из двух вице-тальманов (varapuhemiehet, vice talmän), для предварительного рассмотрения вопросов сейм образовывал сеймовые комиссии (eduskunnan valiokuntain, lantdagsutskott): комиссия основных законов (perustuslakivaliokunta), законов (lakivaliokunta), хозяйственная (talousvaliokunta), бюджетная (valtiovarainvaliokunta) и банковая (pankkivaliokunta), каждая комиссия сама избирала своего председателя, вице-председателя и секретаря.

### Генерал-губернаторы
Представителем верховной власти в Великом княжестве Финляндском являлся генерал-губернатор. Место пребывания генерал-губернатора — город Гельсингфорс.
| Ф. И. О.                           | Титул, чин, звание                             | Время замещения должности |
| ---------------------------------- | ---------------------------------------------- | ------------------------- |
| Спренгпортен Георг Магнус          | камергер, генерал-майор, генерал от инфантерии | 1808—1809                 |
| Барклай-де-Толли Михаил Богданович | генерал от инфантерии                          | 29.05.1809—20.01.1810     |
| Штейнгель Фаддей Фёдорович         | барон (граф), генерал от инфантерии            | 1810—1823                 |
| Армфельдт Густав Маврикиевич       | генерал от инфантерии, и. д.                   | 1812—1813                 |
| Закревский Арсений Андреевич       | генерал-лейтенант                              | 30.08.1823—19.11.1831     |
| Меншиков Александр Сергеевич       | светлейший князь, адмирал                      | 01.12.1831—23.02.1855     |
| Берг Фёдор Фёдорович               | граф, генерал от инфантерии                    | 1855—1861                 |
| Рокасовский Платон Иванович        | барон, генерал от инфантерии                   | 1861—1866                 |
| Адлерберг Николай Владимирович     | граф, генерал от инфантерии                    | 1866—1881                 |
| Гейден Фёдор Логгинович            | граф, генерал от инфантерии                    | 1881—1897                 |
| Гончаров Степан Осипович           | генерал-лейтенант, и. д.                       | 1897—1898                 |
| Бобриков Николай Иванович          | генерал от инфантерии                          | 1898—1904                 |
| Оболенский Иван Михайлович         | генерал-адъютант                               | 1904—1905                 |
| Герард Николай Николаевич          | действительный тайный советник                 | 1905—1908                 |
| Бекман Владимир Александрович      | генерал от кавалерии                           | 1908—1909                 |
| Зейн Франц-Альберт Александрович   | генерал-лейтенант                              | 1909—1917                 |
| Липский Адам Иосифович             |                                                | 1917                      |
| Стахович Михаил Александрович      | подал в отставку с поста 17 сентября 1917 года | 1917                      |
| Некрасов Николай Виссарионович     |                                                | 1917                      |

### Взаимоотношения с Российской Империей
Для въезда на территорию России финским гражданам требовалось получение специального паспорта, выдаваемой Финской паспортной экспедицией. Между Российской Империей и Великим княжеством Финляндским существовала таможенная граница. Согласно Закону 1910 года «О порядке издания касающихся Финляндии законов и постановлений общегосударственного значения» Финляндия должна была быть представлена в Государственном Совете 2 членами, а в Государственной Думе 4 членами, избираемыми Финляндским Сеймом.

## Административное деление

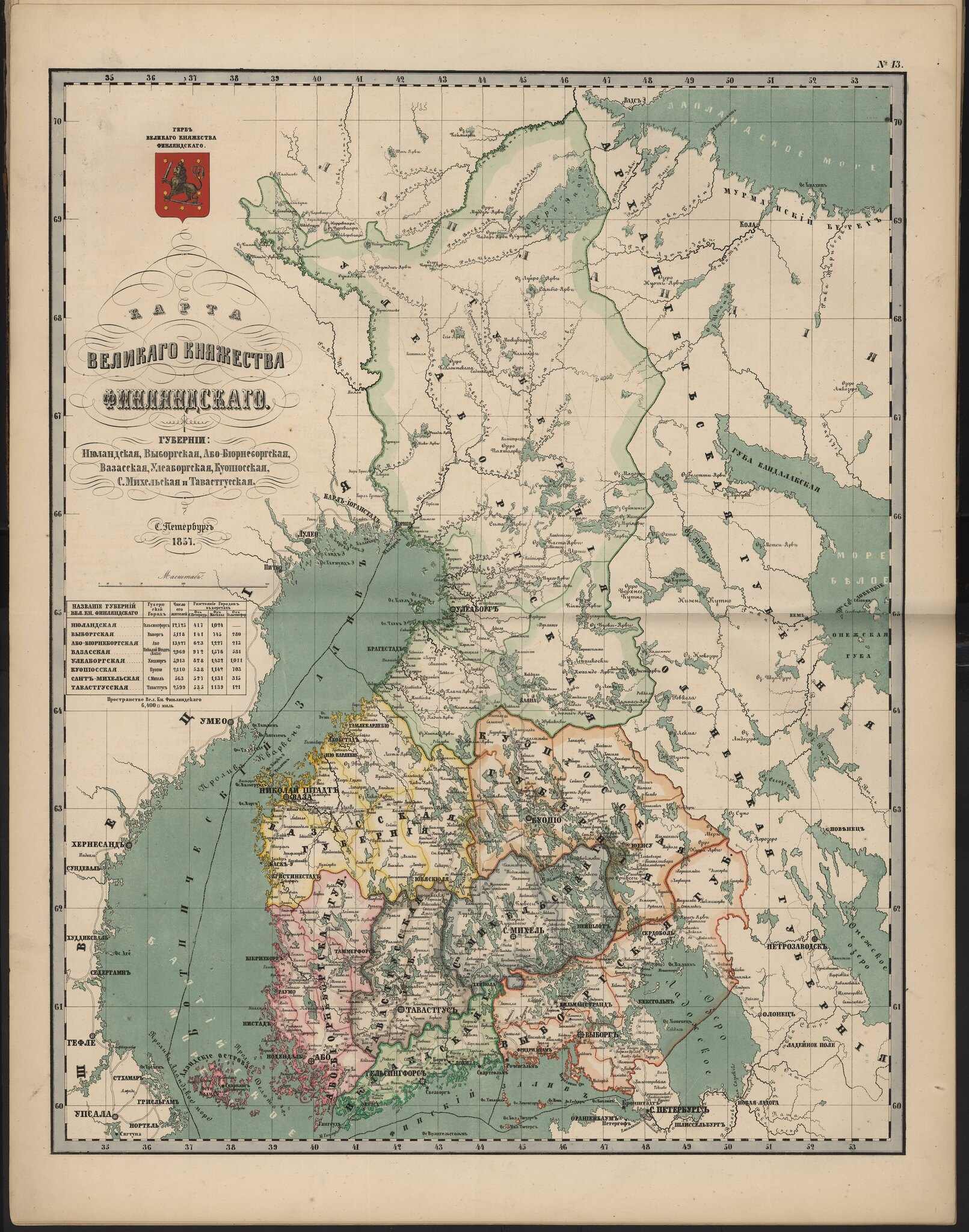
Карта Великого княжества Финляндского в 1857 году

С 1811 Великое княжество Финляндское делилось на семь губерний:
- Або-Бьёрнеборгская губерния
- Вазаская губерния
- Выборгская губерния
- Кюмменегордская губерния (Хейнолаская губерния)
- Нюландско-Тавастгусская губерния
- Саволакс-Карельская губерния
- Улеаборгская губерния

В 1831 году, согласно манифесту императора Николая I «О разделении Великого княжества Финляндского на восемь губерний», Саволакс-Карельская губерния была преобразована в Куопиосскую губернию, Нюландско-Тавастгусская губерния разделена на Нюландскую и Тавастгусскую губернии, а Кюмменегордская губерния была упразднена (на части её территории была образована Санкт-Михельская губерния, остальные территории разделены между Выборгской и Нюландской губерниями).
| Губерния                                                                    | Губернский город                                 | Площадь, тыс. км² | Население, тыс. чел., 1905 |
| --------------------------------------------------------------------------- | ------------------------------------------------ | ----------------- | -------------------------- |
| Або-Бьёрнеборгская губерния (Turun ja Porin lääni, Åbo och Björneborgs län) | Або (фин. Turku; столица ВКФ с 1808 по 1812)     | 22,9              | 470                        |
| Вазаская губерния (Vaasan lääni, Vasa län)                                  | Ваза / Николайстад (Vaasa, Vasa)                 | 38,3              | 479                        |
| Выборгская губерния (Viipurin lääni, Viborgs län)                           | Выборг (Viipuri, Viborg)                         | 31,5              | 458                        |
| Куопиоская губерния (Kuopion lääni, Kuopio län)                             | Куопио (Kuopio)                                  | 35,6              | 319                        |
| Нюландская губерния (Uudenmaan lääni, Nylands län)                          | Гельсингфорс (фин. Helsinki; столица ВКФ с 1812) | 11,1              | 327                        |
| Санкт-Михельская губерния (Mikkelin lääni, S:t Michels län)                 | Санкт-Михель (Mikkeli, S:t Michel)               | 17,2              | 192                        |
| Тавастгусская губерния (Hämeen lääni, Tavastehus län)                       | Тавастгус (Hämeenlinna, Tavastehus)              | 18,0              | 317                        |
| Улеаборгская губерния (Oulun lääni, Uleåborgs län)                          | Улеаборг (Oulun lääni, Uleåborgs län)            | 157,0             | 295                        |

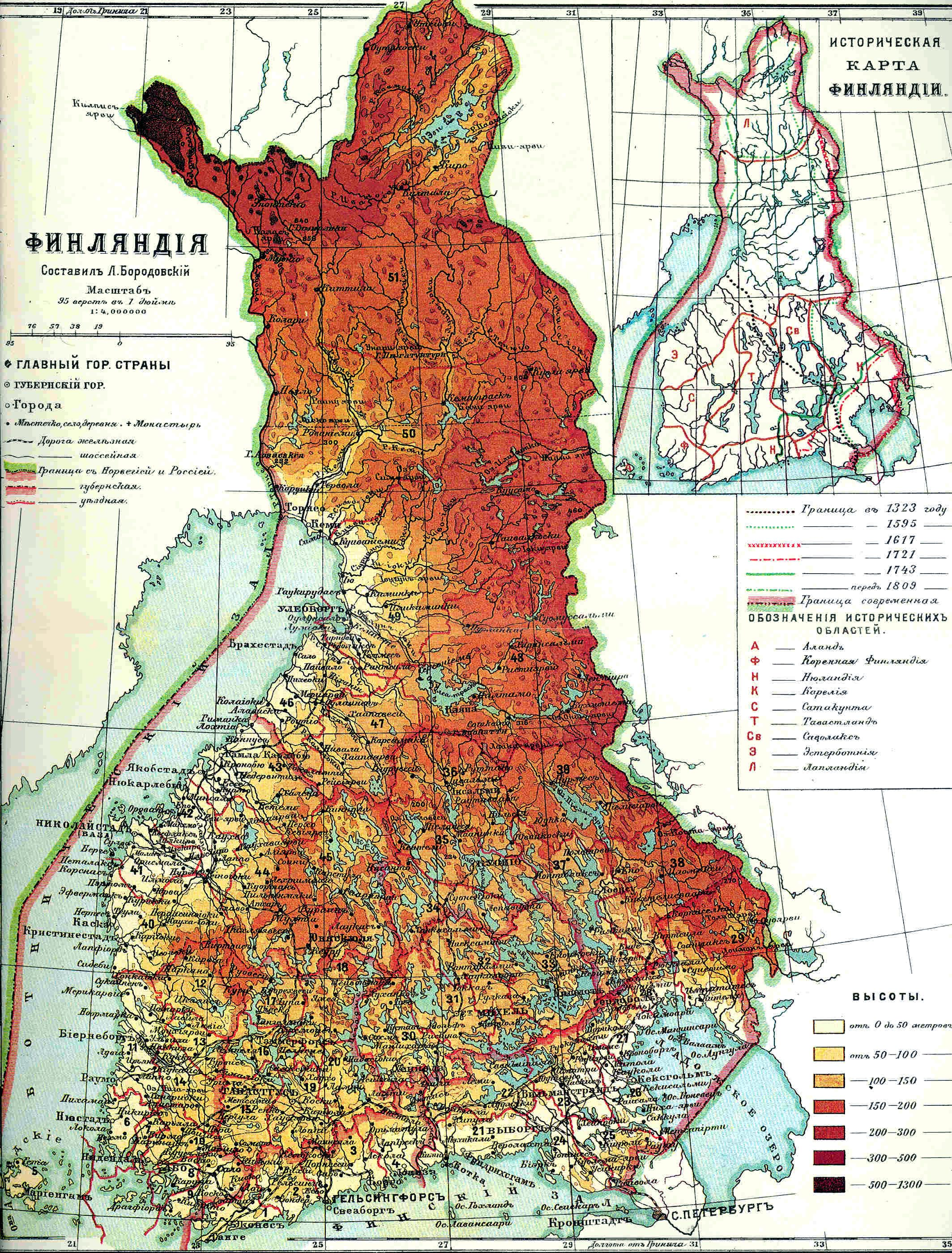
Карта из словаря Брокгауза и Ефрона (1900)
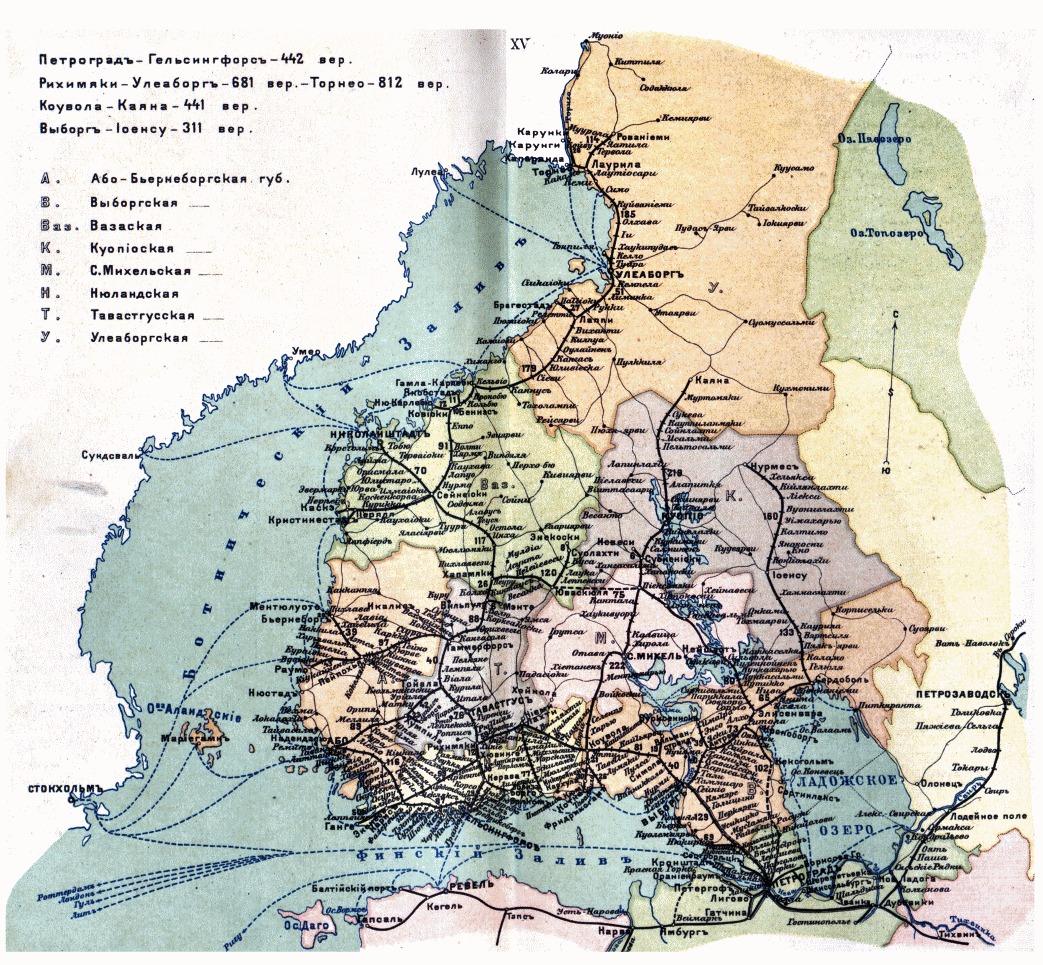
Карта железных дорог (1918)

Во главе губерний стояли губернаторы (Landshövding, Maaherra), при котором действовало губернское правление (Länsstyrelse, Lääninhallitus), состоявшее из земской канцелярии (Landskansli, Lääninkanslia), во главе с земским секретарём (Landssekreterare, Lääninsihteeri) и включавшая в себя также земского вице-секретаря (vicelandssekreterare, varalääninsihteeri), губернских нотариев (länsnotarie) и земских канцеляристов (landskanslister), и земской конторы (Landskontoret, Lääninkonttori) во главе с земским камериром (Lääninkamreeri, Landskamrerare), включавшую в себя также земского вице-камерира (vicelandskamrerare, varalääninkamreeri), губернских бухгалтеров (Länsbokhållare, lääninkirjuri) и земских контористов (landskontorist). Также при губернском правлении действовали земский рентмейстер (Lanträntmästare,  lääninrahastonhoitajan) и земский писец (Landsskrivare, Lääninkirjurin). Губернии делились на уезды (Härad, Kihlakunta), города и посёлки (kauppala, köping). Руководство уездами осуществляли кронфогты (Kruununvouti, Kronofogde) (должность в уездах называлась герадсфохт (Häradsfogde, Kihlakunnanvouti), руководство города — штадтфохты (Stadsfogde, Kaupunginvouti) и магистраты (maistraatti, magistrat), состоявшие из бургомистра (pormestari, borgmästare), назначавшегося великим князем, и ратманов (neuvosmies, rådman), избиравшиеся ратушным собранием или собранием городских поверенных сроком на 3 года, руководство посёлками — орднингсманские суды (järjestysoikeus, ordningsrätt), во главе с орднингманами (ordningsman, järjestysmies). Уезды и города делились на ленсманства (Länsmansdistrict, Nimismiespiiri) во главе с ленсманами (Länsman, Nimismies), в подчинении у которых до 1891 года имелись мостовые фохты (Brofogde, Siltavouti) и яхтфохты (Jaktfogde, Jahtivouti), ленсманства на общины, до 1865 года на кирхшпили (Pitäjä, Socken).
Представительные органы сельских общин — общинное собрание (kuntakokous, Kommunalstämma), состоящее из всех совершеннолетних жителей общины мужского пола владеющих или арендующих землю на территории общины, в крупных общинах — собрания общинных поверенных (kunnanvaltuusto, kommunalfullmäktige), избиравшиеся населением сроком на 3 года, при ротации, исполнительные органы сельских общин — общинные управы (kunnanhallitus, kommunalnämden), состоявшие из общинных старшин, избиравшиеся общинным собранием или собранием общинных поверенных сроком на 3 года.
Представительные органы городских общин — ратушные собрания (Raastuvankokous, rådhusstämma), в крупных городах — собрание городских поверенных (kaupunginvaltuusto, stadsfullmäktige), состоявшие от 9 до 60 членов, избиравшиеся населением сроком на 3 года, при ротации трети поверенных каждые 3 года, исполнительные орган городских общин — казначейские камеры (drätselkammare, Rahatoimikamari), состоявшие из председателя (ordförande för drätselkammare) и членов (ledamot i drätselkammare), избирались ратушными собраниями или собраниями городских поверенных. Представительные органы кирхшпилей — собрания кирхшпилей (pitäjänkokous, sockenstämma).

### Территориальные приращения
В качестве жеста доброй воли, а также с целью завоевать расположение своих новых подданных в 1811 году (манифестом от 11 (23) декабря) царь Александр I выделил из собственно Российской империи территорию так называемой «Старой Финляндии» с городом Выборг, отнятую у Швеции в 1721 г. по Ништадтскому миру, и присоединил её к Великому княжеству Финляндскому.

## Население
В гражданском отношении большинство населения составляли финляндцы (finländare, suomalaiset) или финляндские обыватели (keisarin suomalainen alamainen) всех национальностей (финны, шведы Финляндии, русские Финляндии, немцы Финляндии и др.), исповедовавшие любое из направлений христианства (проживавшие на территории Великого княжества Финляндского иудеи и мусульмане как являвшиеся русскими обывателями, так и подданные других государств прав финляндских обывателей не имели), и состоявшие из четырёх сословий:
- финляндское дворянство (Suomen aateli) (240 дворянских родов; единственной его привилегией являлось освобождение от уплаты налогов)
  - дворяне, записанные в Финляндском рыцарском доме (Suomen Ritarihuoneeseen, Finlands riddarhus). Высшим их органом являлось дворянское собрание (Aateliskokous, Adelsmöte), между дворянскими собраниями — Дирекция Рыцарского дома (Riddarhusdirektionen, ritarihuoneen johtokunta). Состояли из трёх классов:
    - Класс господ (Herreklassen) — титулованные дворяне: князья (Ruhtinas, Furste), графы (Kreivi, Greve), бароны (Vapaaherra, Friherre);
    - Класс рыцарей (Ritariluokka, Riddarklassen) — нетитулованные дворяне — рыцари (Ritari, Riddare);
    - Класс свенов (Asemiesluokka, Svenneklassen) — свены (Sven) — нетитулованные дворяне, не являвшиеся рыцарями (в 1863 году был объединён с классом рыцарей);

  - дворяне, не записанные в Финляндском рыцарском доме (то есть русские дворяне, являвшиеся финляндскими обывателями)[36];
- духовенство (prästerskap, papisto);
- горожане (porvaristo, borgerskap);
- крестьяне (talonpoika, bonde):
  - податные (Skattebonde), владевшие собственными податными гейматами (Skattehemman, Verotila) (составляли податные земли (Skattejord)) и платившие за это земельный налог (единицей налогооблажения был манталь (manttaali, mantal) — участок земли);
  - коронные (Kronobonde, Kruununtalonpoika), на правах утверждённой оседлости (Åborätt) заведовавшие коронными гейматами (Kronohemman, Kruununtila) (составлявших коронные земли (Kronojord, Kruununmetsä)) у императора и платившие за это ему арендную плату;
  - фрельсовые (Frälsebonde, Rälssitalonpoika), арендовавшие фрельсовые гейматы (Frälsehemman, Rälssitila) (составлявшие фрельсовые земли (Frälsejord)) у дворян;
  - держатели бостелей (boställsinnehavaren), арендовавшие государственные имения (kronoboställe) (ранее отдавались за службу ландсгевдингам, кронофогдам, уездным секретарям, лагманам и герадсгевдингам, офицерам (солдатские бостели (Sotilasvirkatalo, Soldatboställe)), пасторам (пасторские бостели (Kirkkoherranvirkatalo)) и капелланам (каппеланские бостели (Kappalaisenvirkatalo)) и кунгсгордов (Kungsgård, Kuninkaankartano) (усадьбы, доходы которых шли на содержание королевского двора), если они не принадлежали к другим сословиям.

Кроме того, на территории Великого княжества Финляндского проживало небольшое число российских подданных, не являвшихся финляндскими обывателями и проживавших в Финляндии лишь временно, по причине своих торговых, деловых или иных личных интересов. Они не считались на территории княжества иностранцами, но не имели права голоса при выборах финляндского сейма (с 1891 года имели право приобретать недвижимость на территории княжества; при этом финляндские обыватели получили право приобретать недвижимость на прочей территории России с момента присоединения Финляндии к Российской империи). Получение русскими обывателями, постоянно проживавшими в княжестве, статуса «финляндского обывателя» осуществлялось путём «перечисления» (аналогично называлась процедура перехода из одного сословия в другое и переход крестьянина из одной общины в другую) — через регистрацию и внесение пошлины размером в 1000 рублей (дворяне от уплаты пошлины освобождались), тогда как иностранцы для получения данного статуса должны были прожить на территории Великого княжества три года.
По переписи 1810 года, то есть через год после присоединения Финляндии к Российской империи, население княжества составило 863 300 человек. Из них 15 % (129 тыс.) — германские по языку шведы, составлявшие абсолютное большинство городского населения региона, и 85 % (734 тыс.) — финно-угорские по происхождению финны, карелы и саамы. Шведоязычное меньшинство занимало ведущее положение в культуре и экономике княжества и во времена Российской империи, включая период независимой Финляндии после революции 1917 года, но его доля, равно как и влияние, постепенно сокращалось в силу ряда демографических причин, несмотря на то, что по условиям мирного договора с Российской империей гражданам Шведского королевства разрешалось проводить любые гражданские операции на территории Российской Финляндии, то есть иммигрировать, свободно распоряжаться имуществом и т. д. Финны и саамы, расселённые по мелким хуторам, традиционно составляли основу крестьянского сословия, но со второй половины XIX века начали вовлекаться в урбанизационные, экономические, а также национал-политические процессы по всему княжеству.
Русские поселенцы в Финляндии, равно как и финские татары, никогда не были особенно многочисленными. Тем не менее, русские чиновники заняли важные административно-политические посты. Доля русских в населении Российской Финляндии к 1917 году достигла только около 0,2 % (для сравнения, в современной Финляндии — больше 1 %). Однако, учитывая автономный статус Финляндии, царское правительство не проводило целенаправленной политики переселения русских в княжество, сознательно ограничиваясь лишь временным назначением российских чиновников высшего разряда. Наибольшая концентрация русского населения наблюдалась на землях Старой Финляндии, в частности в промышленном секторе города Выборга. К моменту провозглашения независимости в 3-миллионной Финляндии постоянно проживало лишь около 6 тыс. русских (0,2 % населения страны, при этом шведы составляли 12,9 % населения страны). Но всё же современный финский язык сохраняет следы той эпохи в виде хорошо интегрированных заимствований из русского языка. Присутствие русских было наиболее значительным в прибрежных городах юга страны — в Гельсингфорсе и Выборге. Именно в Выборге наблюдалась наибольшая концентрация русских в дореволюционной Финляндии — 6,5 % населения города (3250 чел. или 60 % всех русских дореволюционной Финляндии), шведов в городе насчитывалось 10 %, финнов — 81 %, немцев и прочих — 2,5 %.
Население страны несколько увеличилось в 1811 году после передачи княжеству земель Старой Финляндии. В дальнейшем, на всём протяжении российского периода, население княжества, в особенности финская его часть, бурно росло, увеличившись с 0,9 млн в начале российского правления до 3,0 миллионов накануне революции 1917 года. Динамика населения княжества выглядела следующим образом:
Внутри страны за время вхождения в состав Российской империи произошли ключевые демографические сдвиги в национальном и языковом плане. Хотя доля шведов по Финляндии в целом сократилась незначительно (с 15 % в 1809 до около 12 % по оценке на 1917 год), а доля финно-угров немного выросла (с 85 % до 87 %), финны были активно вовлечены в процесс урбанизации, в политическую и экономическую жизнь княжества.
В городе Або, по данным переписи 1880 года, финны составляли 53,6 %, а шведы — 41,9 %, хотя в начале века это соотношение было обратным. Долгое время Гельсингфорс также развивался как исключительно шведоязычный город. В 1870 году, то есть когда Финляндия уже входила в состав Российской империи, преобладающими официальными языками в городе были: шведский — 57 %, финский — 25,9 %, русский — 12,1 %; употреблялись также немецкий (1,8 %) и прочие (3,2 %). Всего через 20 лет, в 1890 году из-за начала массовой миграции финских крестьян в города, политики российских властей на поддержание и развитие финского языка и частичной ассимиляции шведов соотношение языков было следующим: 45,6 % шведский, 45,5 % финский, 6 % русский и 2,9 % прочие. К началу XX века финны составляли уже около 60 % населения столицы.
Но демографический взрыв на территории в основном аграрной Финляндии привёл к резкой нехватке плодородных земель для её 3-х миллионного населения. В конце XIX — начале XX века начинается интенсивная эмиграция финских крестьян, в меньшей степени — городского населения Финляндии. Большинство направляется на пароходах в США, в особенности в северный штат Мичиган. К примеру, в списках пассажиров легендарного «Титаника» было 86 граждан Российской империи, в том числе 59 жителей Великого княжества Финляндского. Некоторые жители Финляндии переезжали в основную часть Российской империи, главным образом — в Санкт-Петербург.

#### Национальный состав
Национальный состав в 1900 году
| Национальность | %    |
| -------------- | ---- |
| Финны          | 86,8 |
| Шведы          | 12,9 |
| Русские        | 0,3  |
| Саамы          | 0,1  |

## Судебная система
- высшая судебная инстанция — Судебный департамент Финляндского Сената;
- суды второй инстанции — гофгерихты (Hovioikeus, Hovrätt), каждый из которых состоял из председателя (Hovrättspresident, Hovioikeuden presidentti), вице-председателя (Hovrättsvicepresident, Hovioikeuden varapresidentti) и советников (Hovrättsråd, Hovioikeudenneuvos), назначавшиеся императором по предложению Сената, и асессоров (Hovrättsassessor, Hovioikeudenasessori), назначавшихся Сенатом;
- судами первой инстанции являлись:
  - в городах — ратгаузские суды (Rådstuvurätt, Raastuvanoikeus), каждый из которых состоял из бургомистра юстиции (Justitieborgmästare), назначавшегося императором по предложению собрания городских поверенных, и ратманов, избиравшихся населением города; До 1868 года в 9 крупных городах в качестве первичного звена судебной системы существовали кемнерские суды (Kämnärsrätt, Kämnerinoikeus), каждый из которых состоял из кенмерского презуса (kämnärspreses) и кенмеров (kämnär), избираемых населением;
  - в посёлках — орднингманские суды.
  - в уездах — герардские суды (Kihlakunnanoikeus, Häradsrätt), каждый из которых состоял из герадсгевдинга (kihlakunnantuomari, häradshövding), назначавшегося Императором по предложению гофгерихта, и немдеманов (nämndeman, lautamies), избиравшихся населением; До 1868 года герардские суды являлись низшим звеном судебной системы, а судами первой инстанции являлись лагманские суды (Lagmansrätt, Laamanninoikeus), каждый из которых состоял из лагмана (Lagman, Laamanni), назначавшегося императором, и немдеманов, избиравшихся населением;

Прокурорский надзор осуществляли:
- на уровне всего княжества — Прокурорская экспедиция в Сенате;
- на уровне гофгерихтов — адвокат-фискалы (Advokatfiskal, Kanneviskaali), в подчинение у которого были вице-адвокат-фискал (varakanneviskaali) и экстра-адвокат-фискалы;
- на уровне судов первой инстанции
  - в ратгаузских судах — городские фискалы (Kaupunginviskaali, Stadsfiskal);
  - в герардских судах — ленсманы[40].

До 1854 года также существовали горные суды (Vuorioikeus, Bergsrätt), каждый из которых состоял из бергмейстера (Bergmästare, Vuorimestareille) и берг-немдеманов (Bergsnämndeman, Vuorilautamies), прокурорский надзор осуществлял берг-фогт (Bergsfogde, Vuorivouti).

## Силовые структуры

### Армия

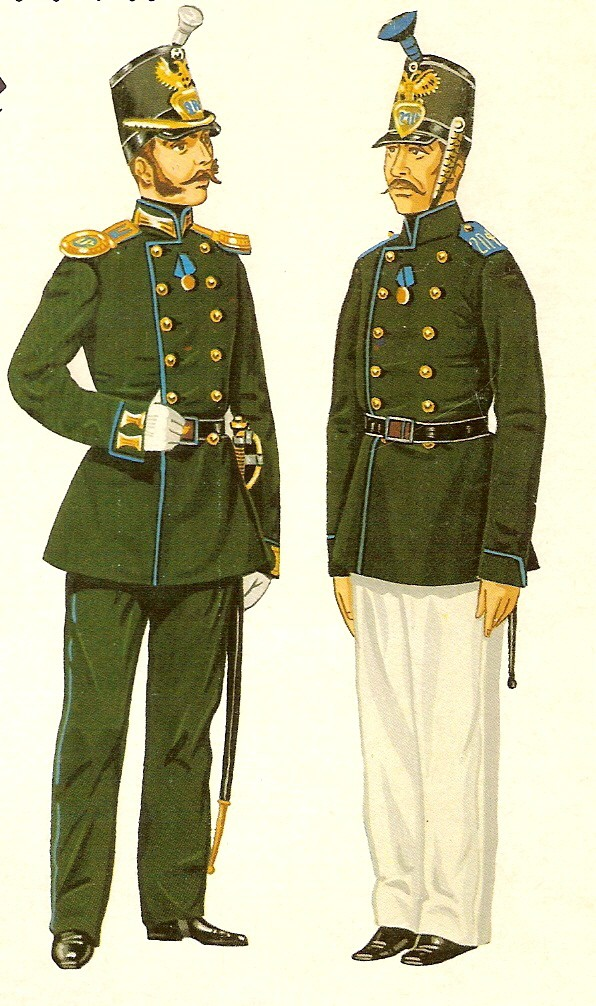
Офицер и солдат Улеаборгского стрелкового батальона. Около 1860 г.

С 1829 по 1905 год в столице Финляндии квартировал Лейб-гвардии Финский стрелковый батальон (с 1871 года — Лейб-гвардии 3-й Финский стрелковый батальон (Henkivartioväen 3. Tarkk’ampujapataljoona)), который частично содержался на государственные средства.
После военной реформы 1878 года Финляндия юридически получила свою собственную национальную армию, которая просуществовала до 1901 года. Армия не могла использоваться для имперских нужд за пределами княжества и предназначалась лишь для обороны финской территории. До 1870 года комплектовалась на основе поселённой системы. Первый призыв в национальную армию состоялся в 1881 году. Армия набиралась из финляндских обывателей, главнокомандующим считался император, в Финляндии войсками руководил генерал-губернатор. Размер армии был определён в 5600 человек. Финские войска состояли из восьми стрелковых батальонов, девятым был гвардейский батальон с добровольными стрелками. Имелся также один драгунский полк. Артиллерии не было:
- 1-й Нюландский финский стрелковый батальон (Suomen 1. Uudenmaan Tarkk’ampujapataljoona) (Гельсингфорс)
- 2-й Абоский финский стрелковый батальон (Suomen 2. Turun Tarkk’ampujapataljoona) (Або)
- 3-й Вазаский финский стрелковый батальон (Suomen 3. Vaasan Tarkk’ampujapataljoona) (Николайстад)
- 4-й Улеаборгский финский стрелковый батальон (Suomen 4. Oulun Tarkk’ampujapataljoona) (Улеаборг)
- 5-й Куопиоский финский стрелковый батальон (Suomen 5. Kuopion Tarkk’ampujapataljoona) (Куопио)
- 6-й Санкт-Михельский финский стрелковый батальон (Suomen 6. Mikkelin Tarkk’ampujapataljoona) (Санкт-Михель)
- 7-й Тавастгусский финский стрелковый батальон (Suomen 7. Hämeenlinnan Tarkk’ampujapataljoona) (Тавастгус)
- 8-й Выборгский финский стрелковый батальон (Suomen 8. Viipurin Tarkk’ampujapataljoona) (Выборг)
- Финский драгунский полк (Suomen Rakuunarykmentti) (Вильманстранд)

После утверждения 29 июня 1901 года нового устава о воинской повинности новобранцы из числа финляндских уроженцев назначались в войска на общих основаниях, а финские части расформировывались. Лейб-гвардии 3-й Финский стрелковый батальон был последней финской частью в Русской императорской армии и был расформирован 21 ноября 1905 года.

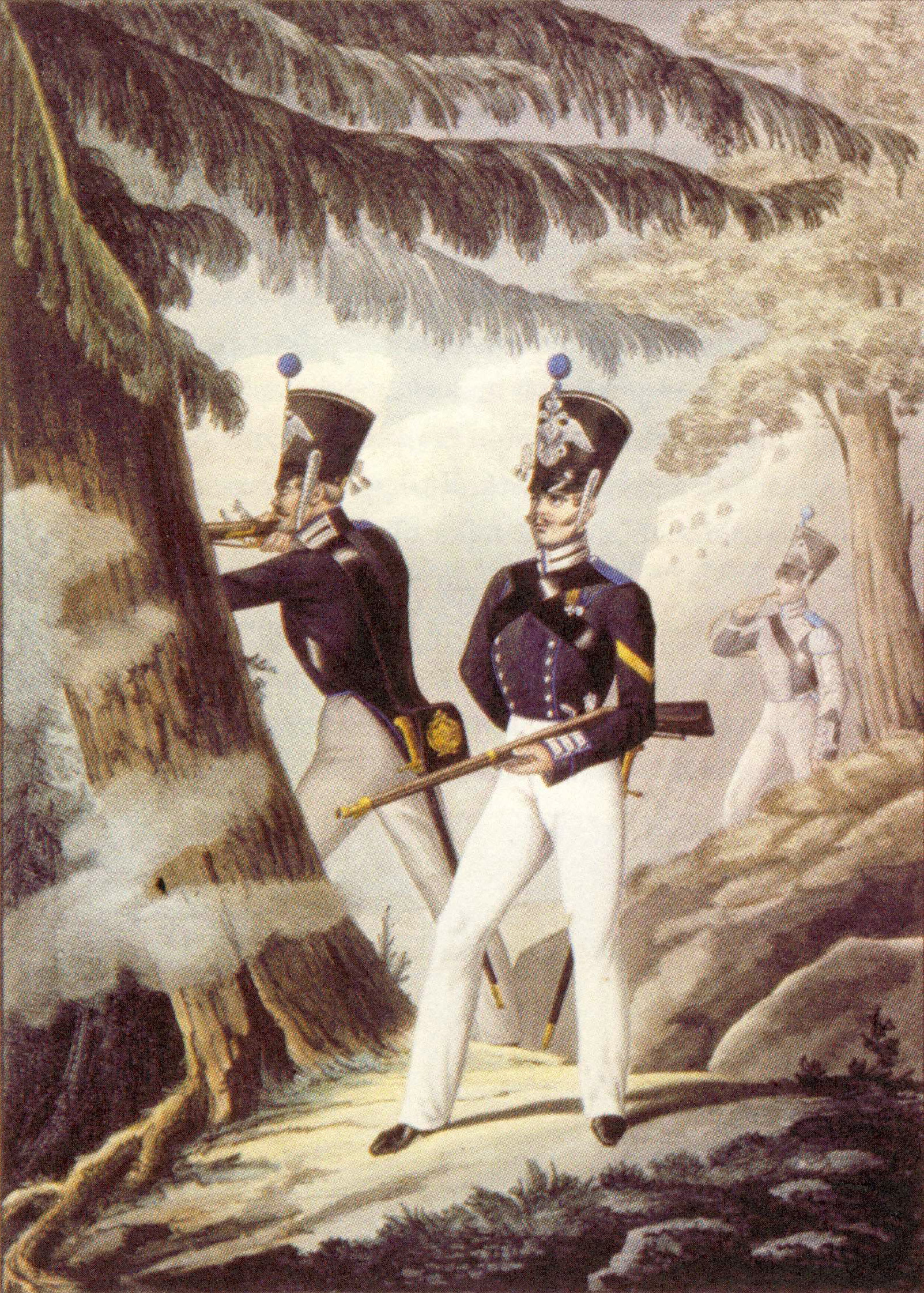
Нижние чины и горнист Лейб-гвардии Финского стрелкового батальона, 1830 г.

Все финские военные подразделения носили тёмно-зелёные мундиры русской Императорской пехоты и драгун, но с голубыми нашивками и выпушками для отличия.
Лейб-гвардии Финский стрелковый батальон относился к частям гвардейской лёгкой пехоты с правами «Молодой гвардии», имел тёмно-зелёный лацканный егерский мундир с светло-синими погонами, клапанами обшлагов и выпушками по воротнику, краям лацканов, фалд и обшлагов и серебряный металлический прибор. Вся аммуниция имела чёрные(егерские) ремни. На гвардейский статус батальона указывали белые басонные гвардейские петлицы на воротнике и клапанах обшлагов у рядовых и унтер-офицеров и серебряные у офицеров, а также гвардейский герб на головных уборах в виде двухглавого орла, при этом на груди орла в щитке вместо св. Георгия на коне был изображён герб Финляндии — лев с мечом.
За храбрость, проявленную финскими стрелками в Польскую компанию 1830—1831 годов, батальон был награждён Георгиевским знаменем с надписью «За отличие при усмирении Польши в 1831 году» и изображением геральдических финских львов с мечами и звёздами в углах полотнища. В 1878 году за отличия во время русско-турецкой войны 1877—1878 годов батальону пожалованы права и преимущества «Старой гвардии» с заменой у рядовых и унтер-офицеров белых басонных петлиц на жёлтые.
Батальон отличался от остальных частей русской Императорской армии тем, что все без исключения нижние чины и унтер-офицеры получили в качестве штатного вооружения нарезное ружьё (штуцер), позволявшее стрелять в два раза дальше обычных гладкоствольных образцов. Для рукопашного боя использовался особый штык-тесак, примыкавшийся рукоятью к стволу штуцера сбоку на специальный выступ с помощью подпружиненной защёлки.

### Полиция

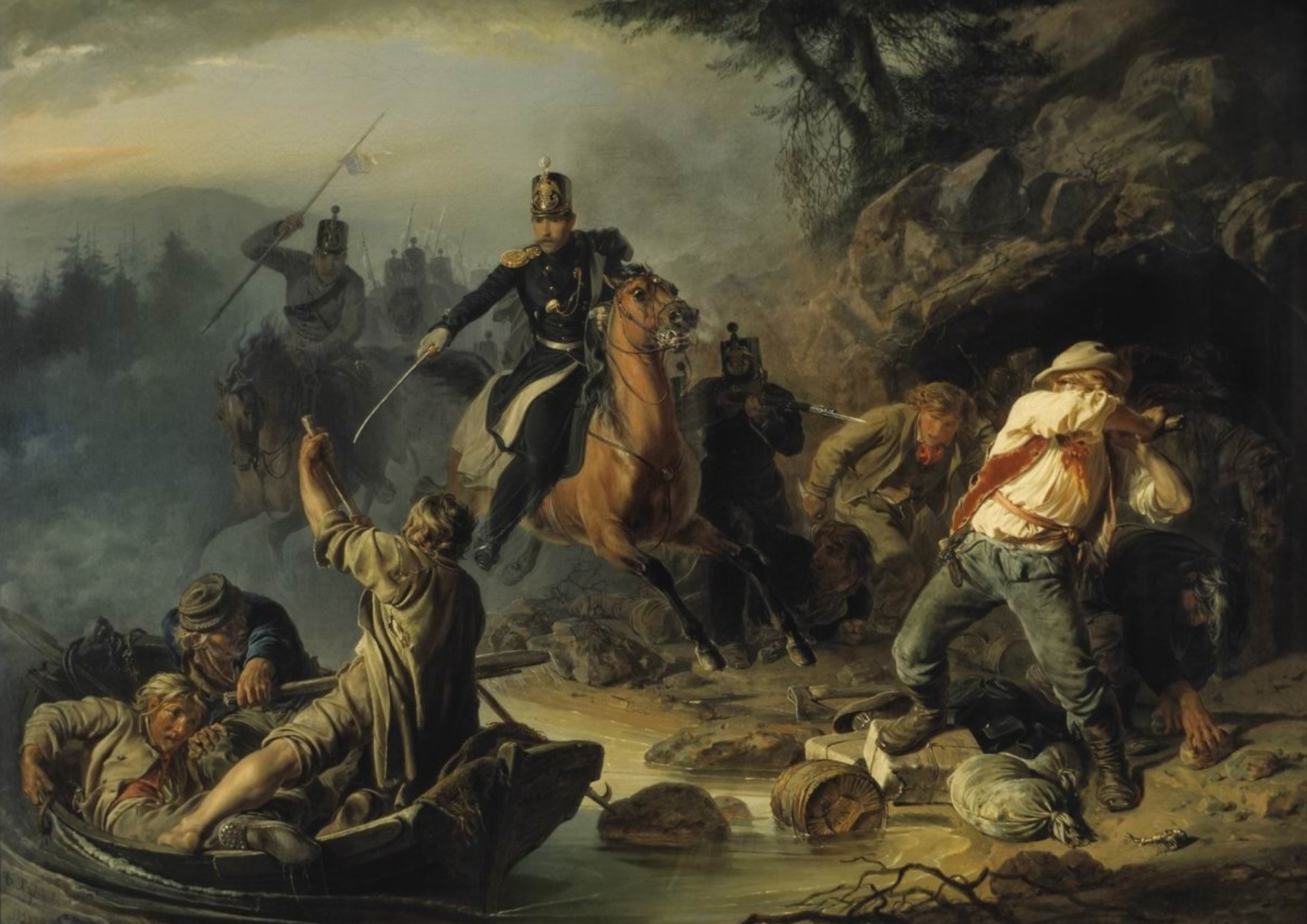
Худяков В. Г. Стычка с финляндскими контрабандистами

Деятельность основных органов власти, в том числе и полиции, регулировалась шведским законодательством, которое постепенно уточнялось и дополнялось имперскими законодательными актами и законами, принимаемыми финским Сеймом. Полиция Финляндии формировалась исключительно из финляндских подданных. Большая часть законодательных актов, регулировавших деятельность полицейских органов Княжества, принималась финляндскими властями на финском языке без согласования с законодательными актами Империи. Высшее заведование деятельностью полиции было вверено генерал-губернатору. Однако с 1869 года финская полиция переходила в подчинение гражданской экспедиции при Хозяйственном Департаменте Сената, что означало фактическое выведение соответствующих структурных подразделений из административного подчинения управлению полиции Российской империи. Непосредственное вмешательство российской полиции в дела Великого княжества считалось финнами нарушением внутреннего самоуправления.
Порядок рассмотрения дел о преступлениях, совершённых в Российской империи финляндскими уроженцами, и наоборот, определялся законом от 25 марта 1826 года «О преступлениях, чинимых в России финляндцами, а в Финляндии российскими обывателями».
Полицейские функции в крупных городах возлагались на полицмейстера (Polismästare, Poliisimestari), его помощников, секретаря (Polissekreterare), комиссаров по уголовным делам (kriminalkommissarie), нотариусов, комиссаров (Poliskommissari, Ylikomisario), в прочих городах на бургомистров. Города делились на кварталы во главе с квартальными надзирателями (överkonstapel, ylikonstaapeli) исполнительным персоналом являлись констебли (Konstapel, Konstaapeli). Городская полиция делилась на полицию охранительную или участковую, сыскную (rikospoliisi, kriminalpolisen), центральную или учебную и полицию нравственности. Большую пользу по раскрытию и пресечению беспорядков приносил корпус жандармов. Его формирование началось в 1817 году с создания при расположенных в Финляндии войсках жандармских команд: гельсингфорской, абоской, выборгской и куопиоской. Полицейские обязанности данных команд выражались в оказании помощи гражданским властям по исполнению законов и приговоров судов, разгону скоплений народа, поимке преступников, охране порядка на ярмарках, торгах, праздниках и т. д. После образования в 1827 году пяти жандармских округов Великое княжество Финляндское стало входить в I-й петербургский жандармский округ, а квартира финляндского штаб-офицера была расположена в Гельсингфорсе.

## Экономика
В начале XX века в Финляндии преимущественно развивалась деревообрабатывающая и целлюлозно-бумажная промышленность, которая ориентировалась на западно-европейский рынок. Торговля Финляндии с Россией при этом сокращалась. Во время Первой мировой войны из-за блокады и практически полного прекращения внешних морских связей были свёрнуты как основные экспортные отрасли, так и отрасли внутреннего рынка, которые работали на привозном сырьё.
Оператор железнодорожных перевозок — Финские государственные железные дороги (Suomen Valtion Rautatiet, Finska Statsjärnvägarna) — находился в управлении Дирекции финляндских государственных железных дорог Сената. Оператор почтовой связи — Почтовое управление (Postihallitus, Poststyrelsen), подчинявшееся Главному управлению почт и телеграфов с поступлением дохода в финскую казну.

### Денежные единицы княжества

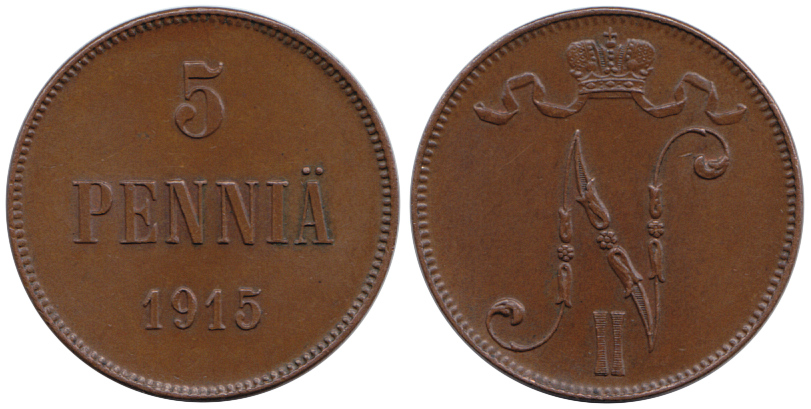
5 пенни 1915 года

- В 1809—1860 годах — рубль Российской Империи.
- В 1860—1917 годах — марка (markka, mark), изначально равная четверти рубля Российской Империи, представленная:
  - Медными монетами номиналом 1, 5 и 10 пенни (penni, 1/100 марки) с инициалами Императора на реверсе и номиналом, годом выпуска на аверсе (на монете номиналом в 10 пенни с номиналом и дубовыми листьями).
  - Серебряными монетами номиналом 25, 50 пенни, 1 и 2 марки с российским двуглавым орлом на реверсе (на монетах номиналом в 1 и 2 марки также и эквивалент в серебре) и номиналом, годом выпуска и дубовыми листьями на аверсе[49].
  - Золотыми монетами номиналом 10 и 20 марок с российским двуглавым орлом и словами «Finland» и «Suomi» на реверсе и номиналом, годом выпуска и эквивалент в золоте, чеканились Монетным двором Финляндии (Suomen Rahapaja, Myntverket i Finland). При внедрении в 1878 году золотого стандарта 1 марка соответствовала 0,290 г золота.
  - Билетами Банка Финляндии номиналом в 5, 10, 20, 50, 100 и 500 марок, эмитировались Банком Финляндии (Suomen Pankki, Finlands Bank)[50].

## Культура

### Образование и наука
Ключевое высшее учебное заведение — Императорский Александровский университет (Kejserliga Alexanders Universitetet i Finland, Keisarillinen Aleksanterin-Yliopisto Suomessa) в Гельсингфорсе — включал в себя факультеты богословский, юридический, медицинский, философский (состоящий из двух отделений: физико-математического и историко-филологического), возглавлялся университетским канцлером (Universitetskansler, Yliopiston kansleri), назначавшимся императором, внутренними делами университета заведовали ректор, избиравшегося ординарными профессорами и утверждающегося канцлером, и консистория (Yliopiston konsistori, Konsistorium), состоявшая из 12 ординарный профессоров, деканы факультета назначались канцлером по представлению вице-канцлера (vicekansler, varakansleri).
Прочие высшие учебные заведения — политехнический институт в Гельсингфорсе (Polyteknillinen Opisto, Polytekniska institutet), Институт сельского хозяйства и молочного дела в мст. Мустиала, средне-специальные учебные заведения — ремесленные, промышленные, земледельческие, навигационные, коммерческие школы, школы молочного хозяйства, садоводства и скотоводства, средние общие учебные заведения — элементарные школы и лицеи, последние в свою очередь разделялись на реальные и классические. Русские учебные заведения не приравнивались к финляндским, в силу чего даже финляндские граждане, окончившие курс русских учебных заведений, хотя бы специальных, не принимались на различные должности по финляндской службе. Финляндцы, прошедшие курс в русских учебных заведениях, кроме военных, также не получали особых прав в отношении воинской повинности, которые давались лишь финляндцам, окончившим финляндские учебные заведения.
С 1838 года существовало Финское общество наук и литературы, с 1908 года — Финская академия науки и литературы.
Медицина
Действовали 20 общих больниц (yleinen sairaala, Allmänna sjukhuset) 8 из которых в центрах ленов и 12 в прочих городах, Гельсингфорская общая больница являлась университетской клиникой. В каждом из городов действовал как минимум 1 городской врач (Kaupunginlääkäri, Stadsfysikus) (в крупных городах действовали также участковые врачи (Distriktläkare, Piirilääkäri)), в сельской местности — провинциальные врачи (Provinsialläkare) и коммунальные врачи (Kunnanlääkäri, Kommunalläkare).

### Спорт
Великое княжество Финляндское имело свою сборную по футболу (Suomen jalkapallomaajoukkue), свой футбольный союз (Suomen Palloliitto), свою олимпийскую сборную, олимпийский комитет (Suomen Olympiakomitea). Сильнейшим футбольным клубом княжества был «ХИК».

### Религия
98 % населения являлись прихожанами 4 евангелическо-лютеранских епархий:
- Абосская архиепархия (Åbo ärkestift, Turun arkkihiippakunta)
- Улеоборгская епархия (Uleåborgs stift, Oulun hiippakunta) (до 1990 года — Куопиосская епархия (Kuopio stift, Kuopion hiippakunta), существовала с 1851 года)
- Боргосская епархия (Borgå stift, Porvoon hiippakunta)
- Нюшлотская епархия (Nyslotts stift, Savonlinnan hiippakunta) (существовала с 1897 года)

Епархии состояли из пробств, пробства из приходов (пасторатов и капелл). Периодически представители евангелическо-лютеранских епархий собирались на церковный съезд (kirkolliskokous, kyrkomötet), состоявшим из епископов, избранных пасторов, представителей мирян, сената, надворных судов и богословского факультета университета. Каждая епархия возглавлялась епископами назначавшимися правительством по предложению церкви, пробства управлялись контрактс-пробстами (lääninrovasti, kontraktsprost), избиравшиеся ординарными пасторами из числа главных пасторов пробства, приходы управлявлялись церковным собранием (kyrkostämma), состоявшим из всех мирян прихода, и церковным советом (kyrkoråd, kirkkoneuvosto), состоявшим из пастора, назначавшихся правительством по предложению церкви, и немдеманов, избираемых мирянами сроком на 4 года при ротации каждые два года, соборные приходы возглавляются домпробстами (tuomiorovasti, domprost).
Часть населения являлось прихожанами Финляндской и Выборгской православной епархии (с 1893 года, в 1859—1893 гг. — Выборгским викариатством Санкт-Петербургской епархии), подчинявшейся Святейшему Синоду, выход из которой был запрещён. Выход из любой другой деноминации, включая евангелическо-лютеранские епархии, было разрешено при условия вступления в другую христианскую деноминацию. Существовали также два прихода Могилёвской католической архиепархии, отдельные баптистские и методистские приходы. Иудаисты, мусульмане и представители других нехристианских исповеданий в силу особых распоряжений имели право отправлять своё богослужение, но не имели гражданства Великого княжества Финляндского.

### Символика
- Государственный герб — двуглавый орёл Российской империи с золотым львом на груди[56]
- Государственный флаг — бело-сине-красный флаг Российской империи
- Государственным гимном был «Боже, царя храни!», неофициальным гимном являлся Maamme
- Язык делопроизводства — финский (с 1863 года, до этого — шведский), язык преподавания — финский, общины могли устанавливать местный язык в качестве преподавания в начальных школах
- Официальный календарь используемый при делопроизводстве и определении присутственных дней — григорианский
- Официальная система мер — метрическая
- Столица — Хельсинки (Гельсингфорс)
- Государственными праздниками являлись:
  - Новый год (Uudenvuodenpäivä, Nyårsdagen)
  - Богоявление (Loppiainen, Trettondedagen)
  - Великая пятница (Pitkäperjantai, Långfredagen)
  - Пасха (Pääsiäispäivä, Påskdagen)
  - Светлый Понедельник (2. pääsiäispäivä, Andra påskdagen)
  - Вознесение (Helatorstai, Kristi himmelfärds dag)
  - Пятидесятница (Helluntaipäivä, Pingst)
  - Рождество (Joulupäivä, Juldagen)

### Средства массовой информации
Крупнейшее информационное агентство — Финляндское телеграфное агентство (Suomen Tietotoimisto). Государственные газеты на финском языке — Suomen Wirallinen lehti («Финские официальные вести») (на финском) и Финляндская газета (на русском), частные — Aamulehti, Suomеnmaa, Hufvudstadsbiadet. В Санкт-Петербурге в середине XIX в. издавалась газете о Финляндии — Финский вестник.

### Награды
- Медаль «В знак монаршего благоволения»